# Ryan Guy
Ryan Guy, né le 5 septembre 1985 à Carlsbad aux États-Unis, est un footballeur international guamanien évoluant au poste de milieu offensif dans le club des San Antonio Scorpions, en NASL.

## Biographie

### Carrière internationale
Ryan Guy est convoqué pour la première fois par le sélectionneur national Gary White pour un match amical contre les Philippines le 25 septembre 2012 (défaite 1-0). Le 19 novembre 2013, il marque son premier but en équipe de Guam lors du match amical contre le Cambodge (victoire 2-0).
Il compte 16 sélections et 4 buts avec l'équipe de Guam depuis 2012.

## Statistiques

### Buts en sélection
Le tableau suivant liste les résultats de tous les buts inscrits par Ryan Guy avec l'équipe de Guam.
| But | Date             | Stade, ville, pays                         | Adversaire             | Résultat | Match, compétition                       |
| --- | ---------------- | ------------------------------------------ | ---------------------- | -------- | ---------------------------------------- |
| 1er | 19 novembre 2013 | Stade olympique, Phnom Penh, Cambodge      | Cambodge               | V 0-2    | Amical                                   |
| 2e  | 23 juillet 2014  | GFA National Training Center, Dededo, Guam | Mongolie               | V 2-0    | Éliminatoires Coupe d'Asie de l'Est 2015 |
| 3e  | 23 juillet 2014  | GFA National Training Center, Dededo, Guam | Mongolie               | V 2-0    | Éliminatoires Coupe d'Asie de l'Est 2015 |
| 4e  | 25 juillet 2014  | GFA National Training Center, Dededo, Guam | Îles Mariannes du Nord | V 5-0    | Éliminatoires Coupe d'Asie de l'Est 2015 |